# Британская Каффрария
Британская Каффрария (англ. British Kaffraria) — аннексированные в XVIII веке территории коских племен, которые вошли в состав Восточно-Капской провинции.

## География
Британская Каффрария занимает площадь в 8970 кв. км.
Северной границей Британской Каффрарии была река Блэк-Кей и его приток Клипплаат.

### Население
В 1858 году была населена 104700 каффрами. Но вследствие голода численность уменьшилась на 50000. По переписи населения 1876 года в Восточном Лондоне и Кинг-Вильямстоуне считалось 122154 жителей.

## История
Впервые эта территория была занята англичанами в 1806 году после продолжительных вторжений каффров. Затем в 1835 году была присоединена к Капской земле, а в 1886 году вновь освобождена англичанами.
В 1847 году провинция Королевы Аделаиды получила статус Британской Каффрарии. В 1866 году Британская Каффрария была присоединена к Капской колонии